# クリミア・カライム人
クリミア・カライム人（Crimean KaraitesまたはKrymkaraylar）は、カライム語を話すテュルク系民族である。

## 起源
チュルク語を話すカライム人は、何世紀にもわたってクリミアに住んできた。その起源は大きな論争の的である。ほとんどの現代科学者は、彼らをクリミアに定住し、キプチャクの言語を採用したカライ派ユダヤ人の子孫と見なしている。一方で、彼らをカライ派ユダヤ教に改宗したハザール人、クマン人またはキプチャクの子孫と見なしている人もいる。多くのクリミア・カライ人はセム族（ユダヤ人）の起源説を拒否しており、ハザール人の子孫であると認識している。ハザールの歴史の専門家の中には、カライムのハザール起源説に疑問を呈する人もいる。